# 侏儒棘鱗魚
侏儒棘鱗魚為輻鰭魚綱金眼鯛目金鱗魚亞目金鱗魚科的其中一種，分布於印度太平洋區，包括聖誕島、印尼、澳洲、斐濟、新喀里多尼亞、帛琉、東加、夏威夷群島海域，棲息深度1-34公尺，體長可達7.7公分，棲息在外海礁坡。

## 擴展閱讀
維基物種上的相關：侏儒棘鱗魚